# USS Sturtevant (DD-240)
«Стюртевант» (англ. USS Sturtevant (DD-240) — військовий корабель, ескадрений міноносець типу «Клемсон» військово-морських сил США за часів Другої світової війни.

## Історія створення
Есмінець «Стюртевант» закладений 23 листопада 1918 року на верфі New York Shipbuilding у Камдені, де 29 липня 1920 року корабель був спущений на воду. 21 вересня 1920 року він увійшов до складу ВМС США.

## Історія служби
26 квітня 1942 року есмінець вирушив з Кі-Весту у супроводі конвою. Трохи більше, ніж за дві години після виходу з порту, сильний вибух підняв корму «Стюртеванта» над водою, але видимих пошкоджень не завдав. Вважаючи, що корабель підпив під удар німецького підводного човна, есмінець скинув за борт дві глибинні бомби. Приблизно через хвилину після того, як він скинув другу серію зарядів, корабель потрясла друга детонація. Він почав швидко тонути, але рівномірно. Через кілька хвилин третій вибух розірвав його кіль. Врешті-решт корабель по частинах затонув біля Кі-Весту приблизно за 13 км на північ від Маркізанських ключів. П'ятнадцять членів екіпажу загинули разом з кораблем.